# Сорочка

Чоловіча сорочка

Сорочка — одяг з легкої тканини, що покриває тулуб і руки. Історично була натільною білизною.

## Етимологія
Українське слово сорочка походить від прасл. *sorčica, *sorčьka — зменшувальної форми від *sorky, походження якого неясне. Ймовірна спорідненість з лит. šarkas («верхній одяг»), švarkas («піджак», «халат»), латис. svarks («сюртук», «піджак»). Менш переконливі порівняння з дав.-ісл. serkr, давн-англ. sierce < *sarkjon («сорочка», «каптан», «штани»).

## Чоловіча сорочка до костюму

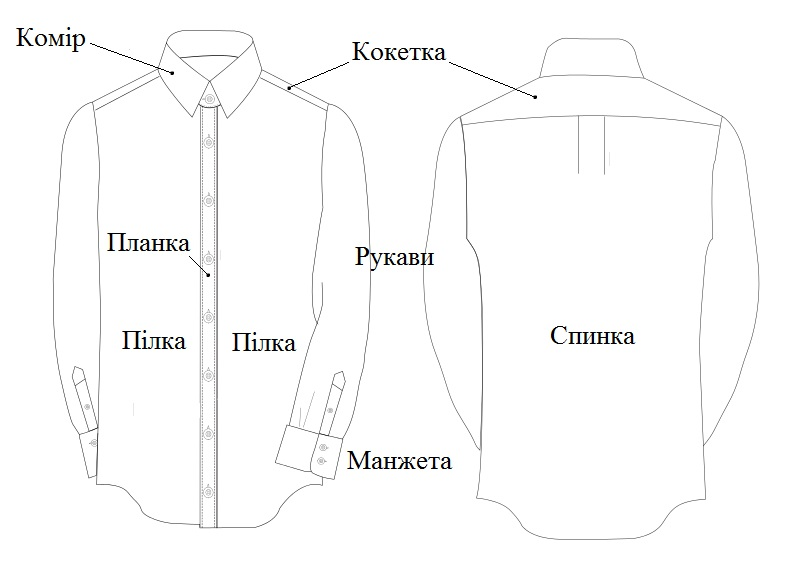
Елементи чоловічої сорочки

### Крій

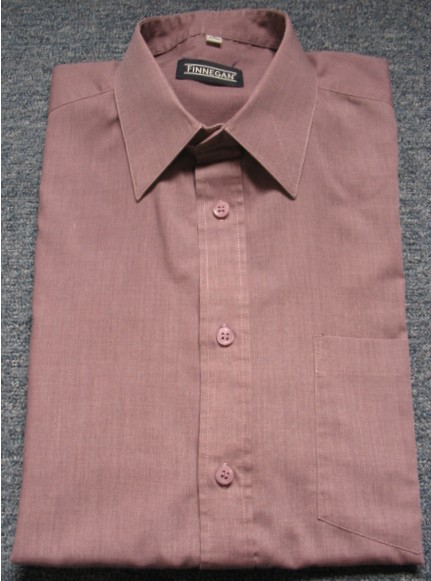
Складена чоловіча сорочка

Класична сорочка складається з таких елементів:
- Комір — деталь швейного виробу для обробки горловини. Найрозповсюдженим варіантом коміра у чоловічій класичній сорочці є стояче-відкладний комір сорочкового типу з гострими кінцями.
- Спинка — задня деталь швейного виробу.
- Пілочка — передня частина швейного виробу з розрізом згори донизу (якщо розрізу немає, деталь називається «перед»).
- Кокетка — верхня частина пілочки або спинки.
- Рукави — деталь швейного виробу, що накриває руку. Рукав може бути вшивним, реглан, суцільнокрійним з пілочкою або спинкою, може складатися з однієї, двох, трьох частин. Найрозповсюдженим є вшивний рукав, який в сорочках зазвичай складається з однієї частини.низ рукава зазвичай оброблений манжетом.
- Планка — довга смужка, призначена для кріплення ґудзиків і розташування петель. Дві планки пришивають до крайок пілок. Крім того, короткі планки пришивають на розрізах рукавів.
- Кишені — на класичній сорочці кишеня накладна, одна і обробляється на грудях ліворуч.

Чоловіча костюмна сорочка має ряд ґудзиків, що застібаються повністю від низу до гори, та довгі рукави.
Чоловіча сорочка зазвичай вдягається разом з краваткою та піджаком, але й може використовуватися без них.
Залежно від типу коміра, сорочку вдягають до різних типів чоловічих костюмів.
Найбільш вживаним, або класичним матеріалом для пошиття чоловічої сорочки, є бавовна; також використовуються синтетичні матеріали або суміш синтетичних матеріалів з бавовною та льоном.
При всій сучасній різноманітності кольорів та малюнків, білий та всі відтінки синього й блакитного кольору є найпоширенішими для чоловічої костюмної сорочки.
Окрім тканини та розміру, найважливішими компонентами чоловічої костюмної сорочки є:

### Комір сорочки

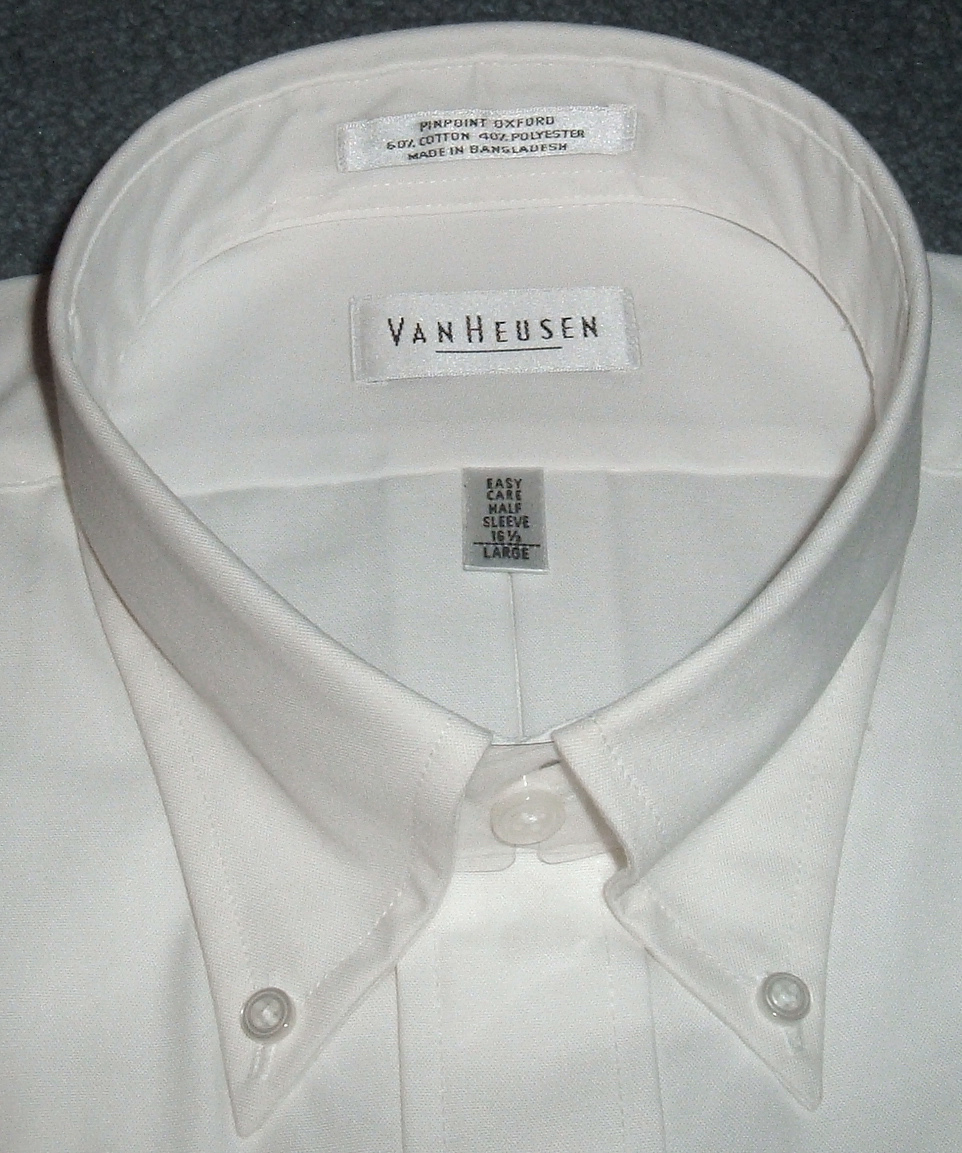
Комір чоловічої сорочки

Комір чоловічої сорочки є визначальним у приналежності до класичного ділового стилю, або до формального повсякденного. Найменш формальними та придатними для ношення без краватки є коміри, що защіпаються ґудзиками. Він також пасує до ношення з краваткою і светром.
Класифікація комірів чоловічого одягу
- Комір крилоподібної форми, що не закриває стрічку краватки, є найуживанішим у діловому стилі.

### Манжети сорочки
Манжет — частина одягу, що закінчує рукави сорочки. Зазвичай прямокутна частина тканини, що огортає руку і має застібку у вигляді ґудзика чи запонки. Ґудзиків може бути два або більше, але це переважно в жіночому одязі. Найпопулярніша форма бочки[прояснити]. Мають два, або три ґудзики.

### Кишені сорочки
Традиційно кишеня розташована на рівні грудей зліва. Використовується для ношення ручки, дрібних паперів (квиток) й подібних, але найчастіше служить елементом крою, що особливо привертає увагу за відсутності піджака.
Також рівноцінно використовується сорочка без кишень.

## Типи сорочок
Наразі існує кілька типів сорочок, серед яких такі:
- Традиційна сорочка
- Класична чоловіча сорочка (сорочка верхня)
- Нижня сорочка
- Ґуявера
- Вишиванка
- Косоворотка
- Поло (сорочка)
- Гавайська сорочка
- Блузка
- Гімнастерка
- Нічна сорочка